# Pateravegloria
La frase Pater, Ave, Gloria, reperibile anche in forma contratta Pateravegloria specie nelle forme dialettali, è una locuzione usata per indicare una particolare forma di preghiera tipica del culto cattolico e legata alla pratica del rosario mariano.

## Significato originario
L'espressione indica precisamente, nel suo significato originario, ognuno dei "blocchi" di cui è costituito il rosario, denominati più propriamente "misteri". 
Ogni "mistero" è composto dalla recitazione di alcune invocazioni stabilite dalla liturgia: nell'ordine, la proclamazione del "mistero"  , seguito da un "padre nostro", dieci "ave Maria" e un'"gloria al padre". Per cui, le tre parti della locuzione (Pater, Ave e Gloria) rappresentano rispettivamente i nomi latini ognuna delle parti della celebrazione. 
Il termine nella sua forma tipica è entrato nell'uso comune nelle espressioni colloquiali di numerose parti d'Italia per via della tradizione di celebrare il rosario e le funzioni in lingua latina, difficilmente compresa dal popolo che si limitava a riprenderne i suoni e la fonetica.

## Uso retorico
La locuzione è anche diventata un'antonomasia per indicare l'attribuzione di un compito specifico a una persona, anche non strettamente in ambito di preghiera e spesso noioso o non gradito: questo è dovuto al fatto che i pateravegloria erano una delle penitenze tipiche attribuite dai sacerdoti durante la confessione. 
Inoltre, poiché vi è il riferimento a tutte e tre le preghiere più importanti del cattolicesimo, la frase spesso va a indicare (nella forma recitare un pater ave gloria) la "preghiera" in generale.